# Onosma gmelinii
Onosma gmelinii là loài thực vật có hoa trong họ Mồ hôi. Loài này được Ledeb. mô tả khoa học đầu tiên năm 1829.